# Слободан Шкерович
Слободан Шкерович (серб. Слободан Шкеровић, нар. 27 вересня 1954, Белград, Сербія) — сербський художник, поет, прозаїк, есеїст і редактор. Він є одним із найважливіших поетів Белградської нової хвилі і творців сучасного сигналізму.

## Біографія
Вивчав живопис на факультеті прикладного мистецтва в Белграді та Дюссельдорфі. Він є членом Асоціації образотворчих художників Сербії з 1996 року, членом Асоціації письменників Сербії з 2008 року та Асоціації художників коміксів Сербії з 2010 року.
З 1976 р. він публікує вірші та тексти (Хайку, Студент, Відічі, Книжна Реч, Кораці, Свартана. Сигнал, Руковет, Сучасник, Книжевні новини…). Редактор у Студенті та Відічі 1980—1982. Короткий час він був сценаристом коміксів і членом белградської групи «Туш».
Як автор і редактор з 2001 року бере активну участь у сигналістському русі, а з 2007 року — у «Проекті Растко».
Його літературна творчість характеризується більш розширеними поетичними формами, а також інтенсивним розглядом взаємозв'язку між традиційною духовністю та високими технологіями як у віршах, так і в есе та науково-фантастичній прозі.

## Персональні виставки
- в 1988 році — Белград, галерея НУ «Браћа Стаменковић» — малюнки
- в 1992 році — Белград, галерея «Сунце» — малюнки
- в 1994 році — Белград, галерея «Палета» (КЦБ) — малюнки
- в 1996 році — Белград, «Кућа Ђуре Јакшића», Скадарлія — малюнки
- в 1996 році — Белград, галерея НУ «Браћа Стаменковић» — мініатюри

## Групові виставки
- в 1992 році — Ковін, Жовтневий художній салон
- в 1996 році — Белград, НУ «Браћа Стаменковић», «Еротика»
- в 1996 році — Белград, галерея «Косанчићев венац», пейзаж
- в 1996 році — Белград, галерея УЛУС, «Нови чланови»
- 2002 — Салоніки, «1st Interbalkan Forum of Contemporary Miniature Art»

## Книги
- Поклон (поема) на сингл-плочи, Видици, бр. 3. 1980, стр. Б (страна А: ВИС «Идоли», песме «Помоћ, помоћ» и «Ретко те виђам с девојкама»)
- Речник Технологије, Видици, специјални број, један од аутора, бр. 1-2, 1981.
- Срца (збирка песама), Супернова. Београд: 1987.  86-90049-01-2 неважећи ..
- Индиго (збирка песама), Библиотека Сигнал. Београд: 2005.  978-86-900949-2-9.; COBISS.SR-ID 120854284.
- Све боје Арктуруса (експериментална проза), Светске свеске Београдске мануфактуре снова. Београд: 2006.  978-86-86143-30-3., COBISS.SR-ID 132078348.
- Химера или Борг (есеји), Златна едиција, Тардис. Београд: 2008.  978-86-910579-3-0..
- Црна кутија (поезија), Тардис. Београд: 2010.  978-86-6099-021-3..
- Загрљена деца (поезија), Тардис. Београд: 2010.  978-86-6099-023-7..
- Стрипови које смо волели: Избор стрипова и стваралаца са простора бивше Југославије у XX веку (критички лексикон), аутори и приређивачи Живојин Тамбурић, Здравко Зупан и Зоран Стефановић, «Омнибус», Београд Лексикон садржи и Шкеровићеве критике југословенског стрипа. 2011.  978-86-87071-03-2..
- Шаманијада (роман), едиција «Знак Сагите», књига 59, «Еверест Медиа». Београд: 2012.  978-86-7756-017-1..
- Тамна страна силе (роман), едиција «Знак Сагите», књига 69, «Еверест Медиа». Београд: 2013.  978-86-7756-029-4..
- Јерихон, Јерихон и поеме Крома и Смрт паперја (песме), библиотека «Сигнал», «Еверест Медиа». Београд: 2013.  978-86-7756-032-4..
- Земљофобија (поетски роман), библиотека «Сигнал», «Еверест Медиа». Београд: 2013.  978-86-7756-035-5..
- Невидљиви Марс (поетски роман), библиотека «Сигнал», «Еверест Медиа». Београд: 2013.  978-86-7756-033-1..
- Вулканска филозофија (есеји), библиотека «Сигнал», «Еверест Медиа». Београд: 2013.  978-86-7756-034-8..
- Дроздови у Паклу (песме), библиотека «Сигнал», «Еверест Медиа». Београд: 2013.  978-86-7756-036-2..
- Јета: Буди се, Будни, Јерихонска мануфактура, библиотека «Сигнал», «Еверест Медиа». Београд: 2015.  978-86-7756-048-5.
- Пројекат Брандон: роман-поема, библиотека «Сигнал», «Еверест Медиа». Београд: 2015.  978-86-7756-052-2.
- Књига о Моритому: Моритомова егзегеза, библиотека «Сигнал», «Еверест Медиа». Београд: 2015.  978-86-7756-051-5.
- Кофер: блог роман, библиотека «Сигнал», «Еверест Медиа». Београд: 2015.  978-86-7756-050-8.
- Бизарни космоплов: научнофантастична хаику поема, библиотека «Сигнал», «Еверест Медиа». Београд: 2015.  978-86-7756-049-2.
- Поетика идеја, Појмовник, библиотека «Сигнал», «Еверест Медиа». Београд: 2017.  978-86-7756–079–9 неважећи .

## Навчальні поїздки
Берлін, Мюнхен, Кельн, Дюссельдорф, Амстердам, Париж, Лондон, Мілан, Венеція, Прага, Будапешт, Москва, Ленінград, Софія, Стамбул, Афіни, Крит, Шрі-Ланка.

## Призи та нагороди
- Премія «Лазар Комарчич» за найкраще вітчизняне оповідання 2006 року. («Блер Альфа»)